# امراث، پمبروکشر
امراث، پمبروکشر (به انگلیسی: Amroth, Pembrokeshire) یک روستا در بریتانیا است که در امراث واقع شده‌است. امراث ۱٬۲۳۲ نفر جمعیت دارد.